# Дардистан

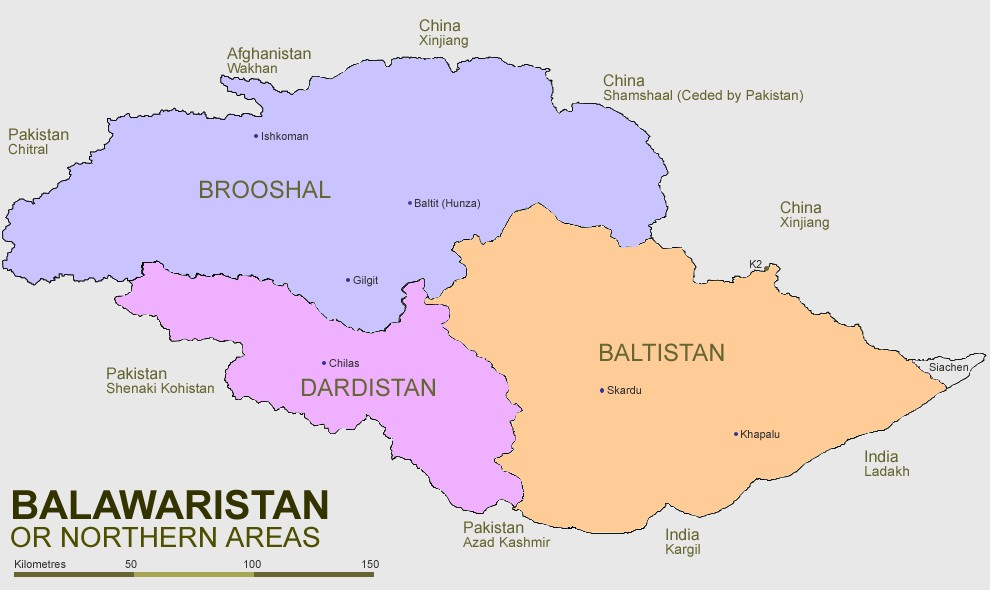
Карта Дардистана и его соседних регионов

Дардистан — название, придуманное Лейтнером Готлибом для северных областей Пакистана, долины Кашмира и части Афганистана. Входит в Северную провинцию, Пакистан. Его населяют дарды.
Геродот (III. 102—105) является первым автором, который обращается к стране Дард, помещая его между Кашмиром и Афганистаном. «Другие индусы — те, кто проживает на границах города 'Каспаторос' в стране Пакус». Каспарос — вероятно, Кашмир, Пакус — пуштуны.
Также есть ссылка в Махабхарате, где эта территория упоминается в связи с данью, принесённой народами севера одному из сыновей Панду.
Дарада и Гимаванта были теми областями, в которые Будда послал своих миссионеров.